# 谢内德库皮
谢内德库皮（法語：Chaînée-des-Coupis，法語發音：[ʃene de kupi]）是法国汝拉省的一个市镇，属于多勒区。

## 地理
谢内德库皮（46°55'36"N, 5°26'31"E）面积5.04 平方千米，位于法国勃艮第-弗朗什-孔泰大區汝拉省，该省份为法国东部内陆省份，北起上索恩省，西北接科多尔省，西临索恩-卢瓦尔省，南至安省，东与杜省和瑞士接壤。
与谢内德库皮接壤的市镇（或旧市镇、城区）包括：加泰、阿南-博瓦桑、谢讷贝尔纳、莱塞萨尔-泰涅沃、普勒尔。

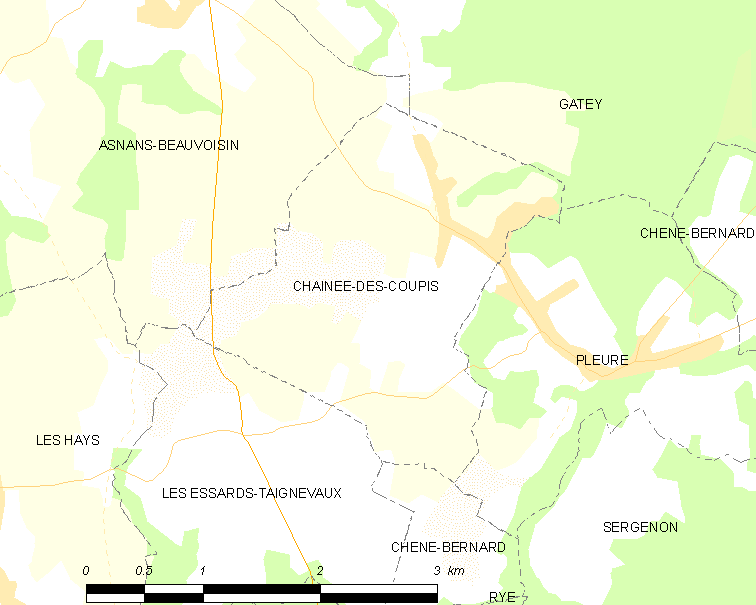
谢内德库皮的OSM定位图

谢内德库皮的时区为UTC+01:00、UTC+02:00（夏令时）。

## 行政
谢内德库皮的邮政编码为39120，INSEE市镇编码为39090。

## 政治
谢内德库皮所属的省级选区为塔沃县。

## 人口

1962-2008年间谢内德库皮人口变化图示

谢内德库皮于2022年1月1日时的人口数量为185人。